# Bahnhof Wuppertal-Ronsdorf
Der Bahnhof Wuppertal-Ronsdorf ist ein Wuppertaler Bahnhof an der Bahnstrecke Wuppertal-Oberbarmen–Opladen. Der heute regulär nur noch im Personenverkehr betriebene Bahnhof hatte die Besonderheit, dass hier drei unterschiedliche Spurweiten aufeinandertrafen.

## Lage
Der Bahnhof liegt am Ende der Nibelungenstraße im Wuppertaler Stadtteil Ronsdorf ca. 1,2 Kilometer östlich des Zentrums auf einer Höhe von 295 Metern über NN. Seit den 1970er Jahren schließt sich östlich des Bahnhofsgeländes das Wohngebiet Im Rehsiepen an, das durch eine Fußgängerbrücke über das Bahnhofsareal mit Ronsdorf verbunden ist.

## Geschichte

### Die Bahnstrecke Wuppertal-Oberbarmen–Remscheid
Beim Bau der Strecke Rittershausen–Lennep–Remscheid wurde zunächst eine Trassenführung über Erbschlö angedacht, die das Zentrum von Ronsdorf besser erschlossen hätte. Aufgrund der topografischen Verhältnisse wurde aber schließlich der heutige Streckenverlauf über den Weiler Blombach zum Standort und weiter entlang des Tannenbaumer Wegs Richtung Lüttringhausen, Lennep und Remscheid gewählt.
Der Bahnhof wurde zeitgleich mit der zunächst nur bis Remscheid verlaufenden Bahnstrecke am 1. September 1868 eingeweiht.

### Die Ronsdorf-Müngstener Eisenbahn
Zur besseren Anbindung von Ronsdorf und zur Erschließung der zahlreichen metallverarbeitenden Betriebe im Morsbachtal wurde ab 1890 die Ronsdorf-Müngstener Eisenbahn (RME) in Meterspurweite erbaut. Am 28. Mai 1891 erfolgte die Einweihung des Streckenabschnitts vom „Stadtbahnhof“ zum Bahnhof Ronsdorf, der zur besseren Unterscheidung den inoffiziellen Zusatz „Staatsbahnhof“ erhielt (später „Ronsdorf DB“). Bereits am 21. August 1891 erfolgte die Verlängerung der RME bis Clarenbach und am 16. November des gleichen Jahres bis Müngsten. Im Jahre 1903 wurde die Bahnstrecke elektrifiziert. Die Stilllegung erfolgte in Raten bis 1959.
Der Bahnhof Ronsdorf wurde 1949 in Bahnhof Wuppertal-Ronsdorf umbenannt.

### Feldbahn
Neben der normalspurigen Staatsbahn und der meterspurigen RME entstand auf dem unmittelbar angrenzenden Gelände der Ziegelei ein Feldbahnnetz mit einer schmalen Spurweite. Die Ziegelei und die Feldbahn sind längst Geschichte. Heute befinden sich hier Werkhallen des Kabelherstellers Draka. Die Abbruchkante, wo das Rohmaterial für die Ziegelherstellung abgebaut wurde, ist noch gut zu erkennen.
Der zeitweise rege Übergabegüterverkehr auf die RME erfolgte durch Übergabe von Wagen von den Übergabegleisen aus auf Rollböcke der Schmalspurbahn. Personen, die in die auf den Gleisen der RME verkehrenden Triebwagen umstiegen, mussten einen kurzen Fußweg über den Bahnhofsvorplatz in Kauf nehmen.

### Bauliche Anlagen
Das Empfangsgebäude war ein anderthalbgeschossiger Ziegelbau mit Flachdach. Südlich hieran schlossen sich die Güterhallen sowie weitere Betriebsgebäude an. Das ehemalige Stellwerk am Nordkopf wurde zwischenzeitlich abgerissen.

## Heutige Situation

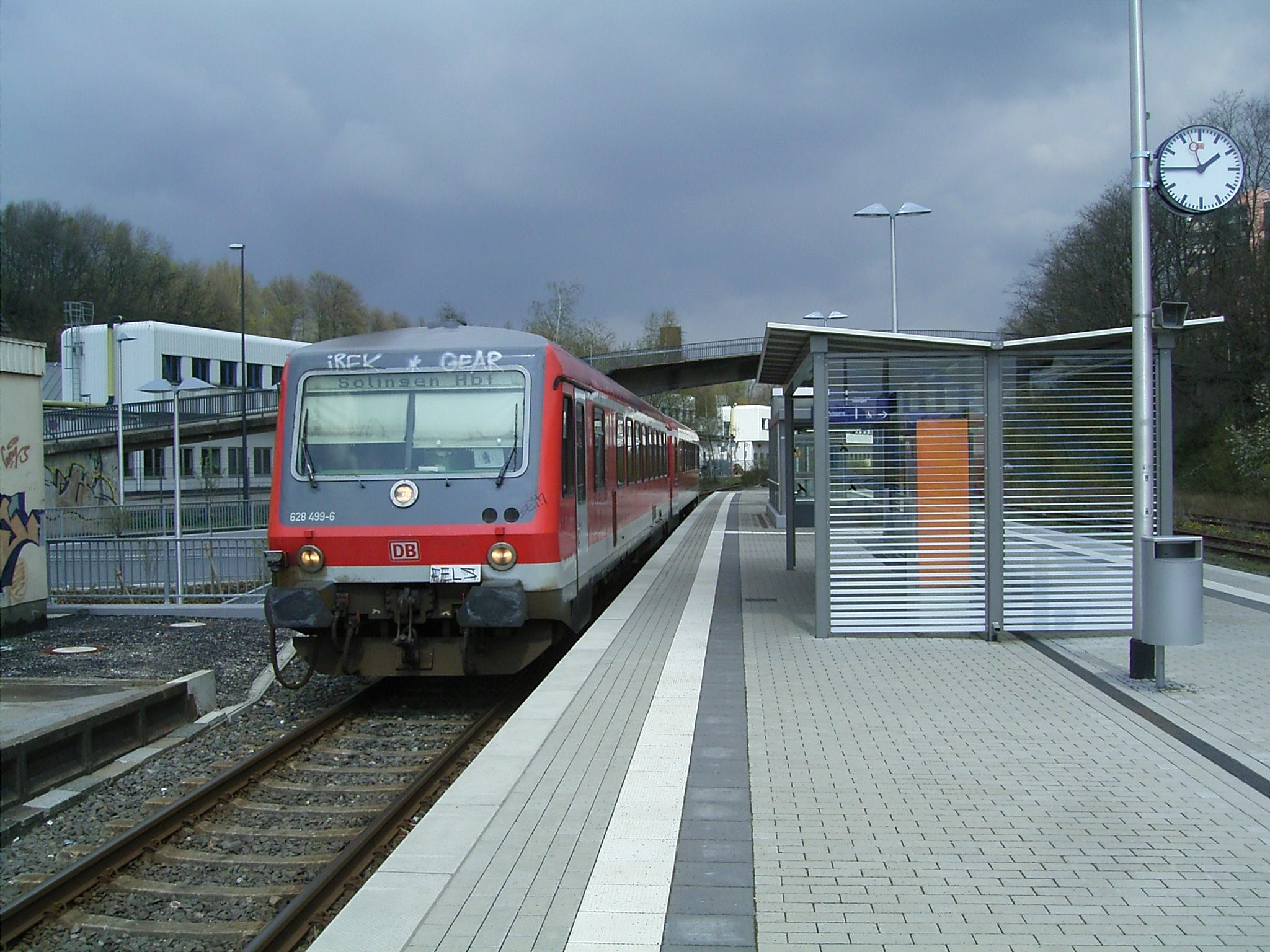
Der Müngstener am Haltepunkt

Das heutige schmucklose Empfangsgebäude besitzt keine Funktion mehr, sondern beherbergt lediglich einen Kiosk. Nach dem Umbau des Bahnhofs 2006–2007 ist der Zugang zu dem auf 76 cm angehobenen Mittelbahnsteig barrierefrei und erfolgt mittels einer Rampe und eines Aufzugs sowie alternativ über Treppen. Sowohl die alte Bahnsteigbedachung mit den gusseisernen Säulen wie auch der ehemalige Zugang durch das Empfangsgebäude und die Unterführung wurden hierbei entfernt.
Das Gütergebäude wird als Lagerhalle genutzt, ebenso die in Fachwerkbauweise errichtete und noch heute erhaltene Güterhalle der RME. Die Laderampe ist genau wie der ehemalige Hausbahnsteig seit etlichen Jahren funktionslos. Östlich der beiden im Personenverkehr befahrenen Gleise befinden sich zwei weitere, nur sporadisch genutzte Durchgangsgleise, die gelegentlich zum Abstellen von Güterwagen dienen. Die Steuerung der Weichen und der Lichtsignale erfolgt vom Stellwerk Remscheid aus. Die noch vorhandenen Anschlussgleise wie z. B. zum Werksgelände der Firme Draka werden nur noch gelegentlich genutzt oder sind wie das zum Umspannwerk der RWE führende inzwischen abgebaut. Auf dem ehemaligen Übergabebahnhof der RME (im südlichen Bahnhofsgelände) befindet sich heute ein Altmetallverwerter.
Im Personenverkehr wurde der Bahnhof bis zum 14. Dezember 2013 von der Regionalbahn Der Müngstener (RB 47) montags bis freitags im 20-Minuten-Takt, an Wochenenden halbstündlich bedient. Zum 15. Dezember 2013 wurde die Linie in das S-Bahn-Netz Rhein-Ruhr eingegliedert und erhielt die Nummer S 7. Die Taktung blieb unverändert.
| Linie | Verlauf | Takt                                               |
| ----- | --- | -------------------------------------------------- |
| S 7   | Der Müngstener: Wuppertal Hbf – W-Unterbarmen – W-Barmen – W-Oberbarmen – W-Ronsdorf – RS-Lüttringhausen – RS-Lennep – Remscheid Hbf – RS-Güldenwerth – SG-Schaberg – Solingen Mitte – SG-Grünewald – Solingen Hbf Stand: Fahrplanwechsel Dezember 2023 | 20 min (wochentags) 30 min (Wochenenden/Feiertage) |

Vom Bahnhof aus verkehren die Stadtbuslinien 620 (in Richtung Ronsdorf Markt und Elberfeld bzw. Klausen und Lüttringhausen Mitte) sowie 666 (in Richtung Großhülsberg und Lüttringhausen Mitte). Beide werden von der WSW mobil betrieben. Die wenigen P+R-Plätze sind bei dem Bahnhofsumbau fortgefallen.